# مانولو سالوادور
مانولو سالوادور (انگلیسی: Manolo Salvador؛ زادهٔ ۲۷ نوامبر ۱۹۶۳) بازیکن فوتبال اهل اسپانیا است.
از باشگاه‌هایی که در آن بازی کرده‌است می‌توان به باشگاه فوتبال لوانته اشاره کرد.